# Rhyacotriton olympicus
Rhyacotriton olympicus é uma espécie de anfíbio caudado pertencente à família Rhyacotritonidae. Endêmica do Noroeste Pacífico.